# D2 (Tsjechië)
De Dálnice 2 is een Tsjechische snelweg gelegen tussen de aansluiting met de D1 bij de Moravische stad Brno en de grens met Slowakije. In dat land loopt de snelweg onder hetzelfde wegnummer door naar de hoofdstad Bratislava. Het Europese wegnummer is E65. Het traject van de D2 op Tsjechische bodem bedraagt ongeveer 61 kilometer.
D 0 ·
D 1 ·
D 2 ·
D 3 ·
D 4 ·
D 5 ·
D 6 ·
D 7 ·
D 8 ·
D 10 ·
D 11 ·
D 35 ·
D 43 ·
D 46 ·
D 48 ·
D 49 ·
D 52 ·
D 55 ·
D 56